# Fosgênio
Fosgênio é um gás tóxico e corrosivo de fórmula COCl2. É usado na fabricação de polímeros de isocianato, agrotóxicos, corantes, produtos farmacêuticos, entre outros.
Atualmente é usado na indústria como agente de cloração, porém foi usado da I Guerra Mundial como gás de guerra, do tipo sufocante, pelo fato de reagir com a água, formando o ácido clorídrico (HCl) e dióxido de carbono (CO2).
É classificado como produto perigoso, com a numeração internacional 1076, e sua manipulação requer equipamentos de proteção.